# 第12高射特科隊
第12高射特科隊（だいじゅうにこうしゃとっかたい、JGSDF 12th Antiaircraft Artillery Unit）は、相馬原駐屯地に駐屯している第12旅団隷下の高射特科部隊である。

## 概要
第12師団の旅団への改編に伴い2001年（平成13年）3月27日に第12高射特科中隊へ縮小改編、相馬原駐屯地へ移駐。2022年（令和4年）3月17日に新装備を導入し、第12高射特科隊へ改編。

## 沿革
第12特科連隊第6大隊
- 1962年（昭和37年）1月18日：第12特科連隊第6大隊として宇都宮駐屯地において編成完結。
- 1974年（昭和49年）3月26日：35mm2連装高射機関砲 L-90の配備に伴い、改編。

第12高射特科大隊
- 1991年（平成03年）3月29日：第12特科連隊第6大隊（宇都宮駐屯地）が第12高射特科大隊として分離・独立、第12師団直轄となる。

第12高射特科中隊
- 2001年（平成13年）3月27日：第12師団の旅団化に伴い、第12高射特科大隊（宇都宮駐屯地）を第12高射特科中隊へ縮小改編。

1. 宇都宮駐屯地から相馬原駐屯地へ移駐。
2. 整備部門を第12後方支援隊第2整備中隊高射直接支援小隊へ移管。

第12高射特科隊
- 2022年（令和04年）3月17日：第12高射特科中隊（相馬原駐屯地）を第12高射特科隊へ改編[1]。

## 部隊編成
- 第12高射特科隊本部
  - 隊本部班
  - 通信班
- 情報小隊：、対空レーダ装置 JTPS-P14、低空レーダ装置 JTPS-P18
- 第1高射小隊（近SAM小隊）：93式近距離地対空誘導弾
- 第2高射小隊（短SAM小隊）：81式短距離地対空誘導弾

車両の部隊表示は全て「12高」
第12高射特科大隊（廃止時）：2001年（平成13年）3月27日
- 第12高射特科大隊本部
- 本部管理中隊「12高特-本」
- 第1高射中隊「12高特-1」
- 第2高射中隊「12高特-2」

## 整備支援部隊
- 第12後方支援隊第2整備中隊高射直接支援小隊「12後支-2整」（相馬原駐屯地）：2001年（平成13年）3月27日から

## 主要幹部
| 官職名           | 階級    | 氏名 | 補職発令日 | 前職 |
| ---------------- | ------- | ---- | ---------- | ---- |
| 第12高射特科隊長 | 2等陸佐 |      |            |      |

## 主要装備
- 81式短距離地対空誘導弾
- 93式近距離地対空誘導弾
- 1/2tトラック / 73式小型トラック
- 1 1/2tトラック / 73式中型トラック
- 3 1/2tトラック / 73式大型トラック
- 89式5.56mm小銃

## 警備隊区
- 群馬県みどり市・桐生市[2]